# Anisotremus interruptus
Lippu à queue jaune
Espèce
Synonymes
- Genytremus interruptus Gill, 1862

Statut de conservation UICN

 LC  : Préoccupation mineure
Anisotremus interruptus, communément nommé lippu à queue jaune, est une espèce de poissons marins de la famille des Haemulidae.
Il est présent dans les eaux tropicales de la zone orientale de l'océan Pacifique soit du golfe de Californie au Pérou, l'archipel des îles Galápagos inclus mais pas Clipperton,. 
Sa taille maximale est de 51 cm mais la taille moyenne est de 30 cm.